# Danh sách tập Hành trình kết nối những trái tim
Hành trình kết nối những trái tim là một chương trình truyền hình thực tế do Đài Truyền hình Thành phố Hồ Chí Minh và công ty MCV hợp tác sản xuất dựa trên nhượng quyền Ainori của Fuji TV (Nhật Bản). Chương trình bao gồm bảy thành viên là những người trẻ độc thân đang trên đường tìm kiếm một nửa còn lại của chính mình, thông qua những chuyến hành trình trên chiếc xe buýt để cùng nhau gắn kết và qua đó tìm được người mình mong muốn.
Chương trình bắt đầu được phát sóng kể từ ngày 2 tháng 12 năm 2008 trên kênh HTV7, và được đồng phát sóng hoặc trình chiếu lại trên nhiều đài truyền hình khác trong lãnh thổ Việt Nam. Các tập phát sóng của chương trình về sau cũng được đăng tải trên kênh YouTube chính thức của đơn vị sản xuất MCV Media. Năm 2016, chương trình tạm ngưng phát sóng trong 5 tháng để thay đổi định dạng và trở lại vào tháng 9 cùng năm với một phiên bản mới. Chương trình kết thúc vào ngày 17 tháng 1 năm 2017 với tám mùa phát sóng.

## Danh sách tập

### Mùa 1
| TT. | Tiêu đề                                | Ngày phát hành gốc   |
| --- | -------------------------------------- | -------------------- |
| 1   | "Kết nối"                              | 2 tháng 12 năm 2008  |
| 2   | "Bắt nhịp"                             | 9 tháng 12 năm 2008  |
| 3   | "Gió thổi qua Tam Đảo"                 | 16 tháng 12 năm 2008 |
| 4   | "Lời tỏ tình đầu tiên"                 | 23 tháng 12 năm 2008 |
| 5   | "Bất ngờ ở bản xa"                     | 30 tháng 12 năm 2008 |
| 6   | "Chuyện của Voi"                       | 6 tháng 1 năm 2009   |
| 7   | "Ký ức và ngày mới"                    | 13 tháng 1 năm 2009  |
| 8   | "Chuyện 3 người"                       | 20 tháng 1 năm 2009  |
| 9   | "Những khoảnh khắc của trái tim"       | 27 tháng 1 năm 2009  |
| 10  | "Nơi tình yêu bắt đầu"                 | 3 tháng 2 năm 2009   |
| 11  | "Lời tỏ tình ở Mai Sơn"                | 10 tháng 2 năm 2009  |
| 12  | "Những tấm lòng nhân ái ở bản Tà Học"  | 17 tháng 2 năm 2009  |
| 13  | "Chuyện của Chất"                      | 24 tháng 2 năm 2009  |
| 14  | "Người mới người cũ"                   | 3 tháng 3 năm 2009   |
| 15  | "Hạnh phúc ở Đông Mệt"                 | 10 tháng 3 năm 2009  |
| 16  | "Khi tình yêu lên tiếng"               | 17 tháng 3 năm 2009  |
| 17  | "Sóng vỗ về đâu"                       | 24 tháng 3 năm 2009  |
| 18  | "Người đặc biệt"                       | 31 tháng 3 năm 2009  |
| 19  | "Những ngày ở Sapa"                    | 7 tháng 4 năm 2009   |
| 20  | "Cú vấp của Củ Hành"                   | 14 tháng 4 năm 2009  |
| 21  | "Tình khúc Harmonica"                  | 21 tháng 4 năm 2009  |
| 22  | "Chong chóng tình yêu"                 | 28 tháng 4 năm 2009  |
| 23  | "Hạnh phúc không ở cuối con đường"     | 5 tháng 5 năm 2009   |
| 24  | "Pín - Ún khúc dạo đầu"                | 12 tháng 5 năm 2009  |
| 25  | "Yêu và ghen"                          | 19 tháng 5 năm 2009  |
| 26  | "Sự kiện ở Thanh Hà"                   | 26 tháng 5 năm 2009  |
| 27  | "Khi tình yêu lớn hơn tất cả"          | 2 tháng 6 năm 2009   |
| 28  | "Chuyện tình chàng Củ Hành"            | 9 tháng 6 năm 2009   |
| 29  | "Có mới nới cũ"                        | 16 tháng 6 năm 2009  |
| 30  | "Bé Mon rung động"                     | 23 tháng 6 năm 2009  |
| 31  | "Tin và sự thay đổi bất ngờ"           | 30 tháng 6 năm 2009  |
| 32  | "Tiếng gọi của Pin"                    | 7 tháng 7 năm 2009   |
| 33  | "Lời tỏ tình ngọt ngào"                | 14 tháng 7 năm 2009  |
| 34  | "Khi tình yêu không khoảnh cách"       | 21 tháng 7 năm 2009  |
| 35  | "Lời anh muốn nói"                     | 28 tháng 7 năm 2009  |
| 36  | "Học làm người lớn"                    | 4 tháng 8 năm 2009   |
| 37  | "Nỗi lòng của Gà Tây"                  | 11 tháng 8 năm 2009  |
| 38  | "Yêu và thương"                        | 18 tháng 8 năm 2009  |
| 39  | "Hãy trả lời em"                       | 25 tháng 8 năm 2009  |
| 40  | "Yêu là sống thật với chính mình"      | 1 tháng 9 năm 2009   |
| 41  | "Chia tay"                             | 8 tháng 9 năm 2009   |
| 42  | "Xa mà gần..."                         | 15 tháng 9 năm 2009  |
| 43  | "Sao không đi hết những ngày đắm say"  | 22 tháng 9 năm 2009  |
| 44  | "Những làn gió mới"                    | 29 tháng 9 năm 2009  |
| 45  | "Rung động"                            | 6 tháng 10 năm 2009  |
| 46  | "Yêu thầm"                             | 13 tháng 10 năm 2009 |
| 47  | "Marathon tình yêu"                    | 20 tháng 10 năm 2009 |
| 48  | "Đâu là của mình"                      | 27 tháng 10 năm 2009 |
| 49  | "Ghen?"                                | 3 tháng 11 năm 2009  |
| 50  | "Duyên"                                | 10 tháng 11 năm 2009 |
| 51  | "Hạnh phúc"                            | 17 tháng 11 năm 2009 |
| 52  | "Những ngày để nhớ"                    | 24 tháng 11 năm 2009 |
| 53  | "Tập đặc biệt kỉ niệm 1 năm phát sóng" | 1 tháng 12 năm 2009  |
| 54  | "Tập đặc biệt kỉ niệm 1 năm phát sóng" | 8 tháng 12 năm 2009  |

### Mùa 2
| TT. | Tiêu đề                                       | Ngày phát hành gốc   |
| --- | --------------------------------------------- | -------------------- |
| 55  | "Con trai không khóc"                         | 15 tháng 12 năm 2009 |
| 56  | "Em chọn lối này"                             | 22 tháng 12 năm 2009 |
| 57  | "Đi tìm hạnh phúc"                            | 29 tháng 12 năm 2009 |
| 58  | "Nơi khởi đầu của những giấc mơ"              | 5 tháng 1 năm 2010   |
| 59  | "Tìm duyên"                                   | 12 tháng 1 năm 2010  |
| 60  | "Con gái nói ghét là yêu"                     | 19 tháng 1 năm 2010  |
| 61  | "Khi người ta trẻ"                            | 26 tháng 1 năm 2010  |
| 62  | "Ngày hôm qua..."                             | 2 tháng 2 năm 2010   |
| 63  | "Yêu là cùng nhìn một hướng"                  | 9 tháng 2 năm 2010   |
| 64  | "Sum họp ngày xuân"                           | 16 tháng 2 năm 2010  |
| 65  | "Hoa hồng có gai"                             | 23 tháng 2 năm 2010  |
| 66  | "Đậu Đậu có lỗi?"                             | 2 tháng 3 năm 2010   |
| 67  | "Em không làm hạt mưa sa"                     | 9 tháng 3 năm 2010   |
| 68  | "Hoa hướng dương"                             | 16 tháng 3 năm 2010  |
| 69  | "Cơn bão qua đi, tình yêu ở lại"              | 23 tháng 3 năm 2010  |
| 70  | "Hạc giấy"                                    | 30 tháng 3 năm 2010  |
| 71  | "Nỗi lòng Bé Đậu"                             | 7 tháng 4 năm 2010   |
| 72  | "Đoạn trường ai có qua cầu mới hay"           | 14 tháng 4 năm 2010  |
| 73  | "Kết thúc để bắt đầu"                         | 21 tháng 4 năm 2010  |
| 74  | "Hình như ta yêu nhau"                        | 28 tháng 4 năm 2010  |
| 75  | "Nghìn trùng không xa cách"                   | 4 tháng 5 năm 2010   |
| 76  | "Những khoảng cách"                           | 11 tháng 5 năm 2010  |
| 77  | "Tình yêu là không nhường nhịn"               | 18 tháng 5 năm 2010  |
| 78  | "Hoàng tử Dế con - Chuyện cổ tích 2010"       | 25 tháng 5 năm 2010  |
| 79  | "Em hãy nói vâng"                             | 1 tháng 6 năm 2010   |
| 80  | "Qua đêm là ban mai"                          | 8 tháng 6 năm 2010   |
| 81  | "Những ngày ở làng chài Long Hải"             | 15 tháng 6 năm 2010  |
| 82  | "Mắt em hạt cát bay vào"                      | 22 tháng 6 năm 2010  |
| 83  | "Phải lòng"                                   | 29 tháng 6 năm 2010  |
| 84  | "Những ngày ở Đất Mũi"                        | 6 tháng 7 năm 2010   |
| 85  | "Lỗi hẹn"                                     | 13 tháng 7 năm 2010  |
| 86  | "Bi! Hãy tin anh"                             | 20 tháng 7 năm 2010  |
| 87  | "Phục kích sếu đầu đỏ"                        | 27 tháng 7 năm 2010  |
| 88  | "Đời rộng"                                    | 3 tháng 8 năm 2010   |
| 89  | "Tình yêu là gì?"                             | 10 tháng 8 năm 2010  |
| 90  | "Đi tu"                                       | 17 tháng 8 năm 2010  |
| 91  | "Người đi bắc những nhịp cầu"                 | 24 tháng 8 năm 2010  |
| 92  | "Thăng Long ngàn năm vẫy gọi"                 | 31 tháng 8 năm 2010  |
| 93  | ""Phía cuối là con đường?""                   | 7 tháng 9 năm 2010   |
| 94  | "Quyết định cuối cùng"                        | 14 tháng 9 năm 2010  |
| 95  | "Yêu là không hối hận"                        | 21 tháng 9 năm 2010  |
| 96  | "Thử thách nghiệt ngã"                        | 28 tháng 9 năm 2010  |
| 97  | "Hãy tha thứ cho anh"                         | 5 tháng 10 năm 2010  |
| 98  | "Nắng mới"                                    | 12 tháng 10 năm 2010 |
| 99  | "Thật thà, tốt bụng và... cô đơn"             | 19 tháng 10 năm 2010 |
| 100 | "Về Hà Nội"                                   | 26 tháng 10 năm 2010 |
| 101 | "Mối tình tuyệt vọng"                         | 2 tháng 11 năm 2010  |
| 102 | "Kẹo và Sirô"                                 | 9 tháng 11 năm 2010  |
| 103 | "Lời thú nhận ngọt ngào"                      | 16 tháng 11 năm 2010 |
| 104 | "Trên đỉnh Mẫu Sơn"                           | 23 tháng 11 năm 2010 |
| 105 | "Đột kích Hành trình kết nối trái tim"        | 30 tháng 11 năm 2010 |
| 106 | "Gala kỷ niệm hai năm phát sóng chương trình" | 7 tháng 12 năm 2010  |

### Mùa 3
| TT. | Tiêu đề                              | Ngày phát hành gốc   |
| --- | ------------------------------------ | -------------------- |
| 107 | "Xuất ngoại"                         | 14 tháng 12 năm 2010 |
| 108 | "Ấn tượng Angkor Wat"                | 21 tháng 12 năm 2010 |
| 109 | "Tiếng gọi Biển Hồ"                  | 28 tháng 12 năm 2010 |
| 110 | "Điểm không quên"                    | 4 tháng 1 năm 2011   |
| 111 | "Phải lòng"                          | 11 tháng 1 năm 2011  |
| 112 | "Tình yêu, một bí ẩn"                | 18 tháng 1 năm 2011  |
| 113 | "Chia tay xứ chùa tháp"              | 25 tháng 1 năm 2011  |
| 114 | "Những cuộc đua song mã"             | 1 tháng 2 năm 2011   |
| 115 | "Những bức tường"                    | 8 tháng 2 năm 2011   |
| 116 | "1710 Km"                            | 15 tháng 2 năm 2011  |
| 117 | "Nhiệm vụ ĐăKrông"                   | 22 tháng 2 năm 2011  |
| 118 | "Ngọn lửa và những bức tường"        | 1 tháng 3 năm 2011   |
| 119 | "Đi tiếp em nhé"                     | 8 tháng 3 năm 2011   |
| 120 | "Hạt mưa rơi nơi đâu"                | 15 tháng 3 năm 2011  |
| 121 | "Quyết định"                         | 22 tháng 3 năm 2011  |
| 122 | "Đám cưới trên nước bạn Lào"         | 29 tháng 3 năm 2011  |
| 123 | "Những tiết lộ bất ngờ"              | 5 tháng 4 năm 2011   |
| 124 | "Chênh vênh"                         | 12 tháng 4 năm 2011  |
| 125 | "Phép thử cuối cùng"                 | 19 tháng 4 năm 2011  |
| 126 | "Những tiết lộ bất ngờ"              | 26 tháng 4 năm 2011  |
| 127 | "Luang Prabang và những ngày vui"    | 3 tháng 5 năm 2011   |
| 128 | "Những ngày ở cánh đồng Chum"        | 10 tháng 5 năm 2011  |
| 129 | "Tòng quân ở Đồn biên phòng Nậm Cắn" | 17 tháng 5 năm 2011  |
| 130 | "Marsu + Sơ ri = Suri"               | 24 tháng 5 năm 2011  |
| 131 | "Đóa hoa hồng thứ 100"               | 31 tháng 5 năm 2011  |
| 132 | "Nước mắt"                           | 7 tháng 6 năm 2011   |
| 133 | "Trở lại Mường Phăng"                | 14 tháng 6 năm 2011  |
| 134 | "Ngày mới nắng lên"                  | 21 tháng 6 năm 2011  |
| 135 | "Trò chơi cút bắt"                   | 28 tháng 6 năm 2011  |
| 136 | "Mường Phăng - Tình yêu của tôi"     | 5 tháng 7 năm 2011   |
| 137 | "Hãy hát em nghe"                    | 12 tháng 7 năm 2011  |
| 138 | "Bé Bông và 3 chàng ngự lâm"         | 19 tháng 7 năm 2011  |
| 139 | "Tiếng sáo ai cũng tha thiết"        | 26 tháng 7 năm 2011  |
| 140 | "Tạm biệt Ma Quai"                   | 2 tháng 8 năm 2011   |
| 141 | "Hoa, bóng bay và cái nắm tay"       | 9 tháng 8 năm 2011   |
| 142 | "Điệp vụ cuối cùng"                  | 16 tháng 8 năm 2011  |
| 143 | "Lặng lẽ Sapa"                       | 23 tháng 8 năm 2011  |
| 144 | "Mật mã tình yêu"                    | 30 tháng 8 năm 2011  |
| 145 | "Về đích"                            | 6 tháng 9 năm 2011   |
| 146 | "Yêu và yêu nhất"                    | 13 tháng 9 năm 2011  |
| 147 | "Rùa và Thỏ"                         | 20 tháng 9 năm 2011  |
| 148 | "Chuyến xe duyên"                    | 27 tháng 9 năm 2011  |
| 149 | TBA                                  | 4 tháng 10 năm 2011  |
| 150 | "Duyên và nợ"                        | 11 tháng 10 năm 2011 |
| 151 | "Hoa hồng và hoa cỏ may"             | 18 tháng 10 năm 2011 |
| 152 | "Bí mật của Chim Chích"              | 25 tháng 10 năm 2011 |
| 153 | "Nhiệm vụ Túc Đán"                   | 1 tháng 11 năm 2011  |
| 154 | "Một nửa"                            | 8 tháng 11 năm 2011  |
| 155 | "Đoàn kết một cuộc tình"             | 15 tháng 11 năm 2011 |
| 156 | "Tình yêu muộn màng"                 | 23 tháng 11 năm 2011 |
| 157 | "Tình yêu muôn màu"                  | 30 tháng 11 năm 2011 |
| 158 | "Gala sinh nhật lần 3"               | 6 tháng 12 năm 2011  |

### Mùa 4
| TT. | Tiêu đề                                    | Ngày phát hành gốc   |
| --- | ------------------------------------------ | -------------------- |
| 159 | "Họ là ai"                                 | 13 tháng 12 năm 2011 |
| 160 | "Ai cũng tốt"                              | 20 tháng 12 năm 2011 |
| 161 | "Thử thách và vết rạn đầu tiên"            | 27 tháng 12 năm 2011 |
| 162 | "Rừng cây đời người"                       | 3 tháng 1 năm 2012   |
| 163 | "Lời thú nhận bất ngờ"                     | 10 tháng 1 năm 2012  |
| 164 | "Cây Gạo trổ bông"                         | 17 tháng 1 năm 2012  |
| 165 | "Lời tỏ tình đầu tiên"                     | 24 tháng 1 năm 2012  |
| 166 | "Nơi tình yêu ở lại"                       | 31 tháng 1 năm 2012  |
| 167 | "Khoảnh khắc vàng - Kết thúc để bắt đầu"   | 7 tháng 2 năm 2012   |
| 168 | "Ngôi nhà tình yêu"                        | 14 tháng 2 năm 2012  |
| 169 | "Những đứa con của biển"                   | 21 tháng 2 năm 2012  |
| 170 | "Những lựa chọn bất ngờ"                   | 28 tháng 2 năm 2012  |
| 171 | "Hoa muống biển trên đảo vắng"             | 6 tháng 3 năm 2012   |
| 172 | "Những ngày ở ấp Bãi Nò"                   | 13 tháng 3 năm 2012  |
| 173 | "Giấc mơ của chàng Tivi"                   | 20 tháng 3 năm 2012  |
| 174 | "Tarzan giải cứu công chúa"                | 27 tháng 3 năm 2012  |
| 175 | "Em hãy về cùng anh"                       | 3 tháng 4 năm 2012   |
| 176 | "Cơ hội của trái tim"                      | 10 tháng 4 năm 2012  |
| 177 | "Khoảnh khắc vàng trên đảo tình yêu"       | 17 tháng 4 năm 2012  |
| 178 | "Đi đến nơi đầu sóng"                      | 24 tháng 4 năm 2012  |
| 179 | "Những bất ngờ ở vòng tròn nói thật"       | 1 tháng 5 năm 2012   |
| 180 | "Phân vân"                                 | 8 tháng 5 năm 2012   |
| 181 | "Zero có thật sự là số 0"                  | 15 tháng 5 năm 2012  |
| 182 | "Cuộc đua giữa Nghé và Chuông Gió"         | 22 tháng 5 năm 2012  |
| 183 | "Tiếng đàn tranh trên biển"                | 29 tháng 5 năm 2012  |
| 184 | "Một ngày với Sói Biển"                    | 5 tháng 6 năm 2012   |
| 185 | "Đi tìm tờ lệnh Hoàng Sa"                  | 12 tháng 6 năm 2012  |
| 186 | "Bài học lịch sử trên đảo Lý Sơn"          | 19 tháng 6 năm 2012  |
| 187 | "Chúng mình là anh em"                     | 26 tháng 6 năm 2012  |
| 188 | "Lời tỏ tình của chàng trai trẻ con"       | 3 tháng 7 năm 2012   |
| 189 | "Chuông Gió thôi rung"                     | 10 tháng 7 năm 2012  |
| 190 | "Về miền Trung trên xe Duyên"              | 17 tháng 7 năm 2012  |
| 191 | "Những chàng trai trúng sét"               | 24 tháng 7 năm 2012  |
| 192 | "Làm nông dân ở làng rau Trà Quế"          | 31 tháng 7 năm 2012  |
| 193 | "Cù Lao Chàm - Nơi tình yêu bắt đầu"       | 7 tháng 8 năm 2012   |
| 194 | "Nói thật"                                 | 14 tháng 8 năm 2012  |
| 195 | "Sóc! Hãy nói yêu anh"                     | 21 tháng 8 năm 2012  |
| 196 | "Trên đảo có hoa hồng"                     | 28 tháng 8 năm 2012  |
| 197 | "Lời tỏ tình dưới ánh trăng"               | 4 tháng 9 năm 2012   |
| 198 | "Bí mật của Sóc"                           | 11 tháng 9 năm 2012  |
| 199 | "Khi Chanh biết yêu"                       | 18 tháng 9 năm 2012  |
| 200 | "Những sắc màu tình yêu"                   | 25 tháng 9 năm 2012  |
| 201 | "Những làn sóng mới"                       | 2 tháng 10 năm 2012  |
| 202 | "Con gái thích gì?"                        | 9 tháng 10 năm 2012  |
| 203 | "Khi Cỏ Voi khóc"                          | 16 tháng 10 năm 2012 |
| 204 | "Ngày nắng đẹp"                            | 23 tháng 10 năm 2012 |
| 205 | "Ngày sắc màu mới"                         | 30 tháng 10 năm 2012 |
| 206 | "Sao anh chọn em?"                         | 6 tháng 11 năm 2012  |
| 207 | "Suy nghĩ trong em"                        | 13 tháng 11 năm 2012 |
| 208 | "Chuyện tình nơi đại ngàn"                 | 20 tháng 11 năm 2012 |
| 209 | "Khi các chàng trai hành động"             | 27 tháng 11 năm 2012 |
| 210 | "Trên đảo Cồn Cỏ anh hùng"                 | 4 tháng 12 năm 2012  |
| 211 | "Chuyển hướng"                             | 11 tháng 12 năm 2012 |
| 212 | "Hoa phong ba - Những câu chuyện tình"     | 18 tháng 12 năm 2012 |
| 213 | "Cồn Cỏ, nơi tình yêu ở lại"               | 25 tháng 12 năm 2012 |
| 214 | "Trên quê hương đội nữ pháo binh Ngư Thủy" | 1 tháng 1 năm 2013   |
| 215 | "Đủ gió để chong chóng quay"               | 8 tháng 1 năm 2013   |
| 216 | "Kết thúc để bắt đầu"                      | 15 tháng 1 năm 2013  |
| 217 | "Hạnh phúc nơi cuối con đường"             | 22 tháng 1 năm 2013  |
| 218 | "Gala năm thứ tư"                          | 29 tháng 1 năm 2013  |

### Mùa 5
| TT. | Tiêu đề                                    | Ngày phát hành gốc   |
| --- | ------------------------------------------ | -------------------- |
| 219 | "Đông Nam Á và những khám phá bất ngờ"     | 5 tháng 2 năm 2013   |
| 220 | "Tiếng sét ái tình"                        | 12 tháng 2 năm 2013  |
| 221 | "Ngại ngần"                                | 19 tháng 2 năm 2013  |
| 222 | "Xuất ngoại lần thứ hai"                   | 26 tháng 2 năm 2013  |
| 223 | "Những trải nghiệm bất ngờ"                | 5 tháng 3 năm 2013   |
| 224 | "Lạc mất nhau"                             | 12 tháng 3 năm 2013  |
| 225 | "Trải nghiệm tại nhà người dân Lào"        | 19 tháng 3 năm 2013  |
| 226 | "Savannakhet & những trải nghiệm khó quên" | 26 tháng 3 năm 2013  |
| 227 | "Chào Vương quốc Thái Lan"                 | 2 tháng 4 năm 2013   |
| 228 | "Những bí ẩn của tình yêu"                 | 9 tháng 4 năm 2013   |
| 229 | "Trải nghiệm tại nhà người dân Thái Lan"   | 16 tháng 4 năm 2013  |
| 230 | "Hội Hoa Đăng"                             | 23 tháng 4 năm 2013  |
| 231 | "Đậu Phộng và những bước tiến mới"         | 30 tháng 4 năm 2013  |
| 232 | "Bức thư tình"                             | 7 tháng 5 năm 2013   |
| 233 | "Vai trò nhóm trưởng"                      | 14 tháng 5 năm 2013  |
| 234 | "Hoang mang"                               | 21 tháng 5 năm 2013  |
| 235 | "Hy vọng"                                  | 28 tháng 5 năm 2013  |
| 236 | "Loy Krathong - Điều ước cho tình yêu"     | 4 tháng 6 năm 2013   |
| 237 | "Quyết định"                               | 11 tháng 6 năm 2013  |
| 238 | "Con đường tình yêu"                       | 18 tháng 6 năm 2013  |
| 239 | "Phép thử cho tình yêu"                    | 25 tháng 6 năm 2013  |
| 240 | "Những trải nghiệm đầu tiên tại Jakarta"   | 2 tháng 7 năm 2013   |
| 241 | "Khi Tắc Kè đổi màu"                       | 9 tháng 7 năm 2013   |
| 242 | "Gambung - Nơi đất lạ hóa quê hương"       | 16 tháng 7 năm 2013  |
| 243 | "Những nỗi niềm chưa nói"                  | 23 tháng 7 năm 2013  |
| 244 | "Những kỷ niệm ở Desa Bugisan"             | 30 tháng 7 năm 2013  |
| 245 | "Lời yêu trên đảo Thiên Đường"             | Tháng 6 năm 2013     |
| 246 | "Bồ Công Anh trong gió"                    | 13 tháng 8 năm 2013  |
| 247 | "Bản Áng và những thú vị bất ngờ"          | 20 tháng 8 năm 2013  |
| 248 | "Vũ điệu tình yêu"                         | 27 tháng 8 năm 2013  |
| 249 | "Lời tỏ tình nơi Bản Áng"                  | 3 tháng 9 năm 2013   |
| 250 | "Niềm vui mới đến"                         | 10 tháng 9 năm 2013  |
| 251 | "Quyết định"                               | 17 tháng 9 năm 2013  |
| 252 | "Chặng đua cuối"                           | 24 tháng 9 năm 2013  |
| 253 | "Anh hứa..."                               | 1 tháng 10 năm 2013  |
| 254 | "Vòng tròn tình yêu"                       | 8 tháng 10 năm 2013  |
| 255 | "Cuộc đua gay cấn"                         | 15 tháng 10 năm 2013 |
| 256 | "Những điều khó hiểu của tình yêu"         | 22 tháng 10 năm 2013 |
| 257 | "Yêu là không từ bỏ"                       | 29 tháng 10 năm 2013 |
| 258 | "Điệu Khèn tỏ tình"                        | 5 tháng 11 năm 2013  |
| 259 | "Hy vọng"                                  | 12 tháng 11 năm 2013 |
| 260 | "Offline LoveBus 2013"                     | 19 tháng 11 năm 2013 |
| 261 | "Trại tình yêu - Phần 1"                   | 26 tháng 11 năm 2013 |
| 262 | "Trại tình yêu - Phần 2"                   | 3 tháng 12 năm 2013  |

### Mùa 6
| TT. | Tiêu đề                                  | Ngày phát hành gốc   |
| --- | ---------------------------------------- | -------------------- |
| 263 | "Họ là ai"                               | 10 tháng 12 năm 2013 |
| 264 | "Ngày mới ở La Ngà"                      | 17 tháng 12 năm 2013 |
| 265 | "Chuyện ở Xóm Suối Co"                   | 24 tháng 12 năm 2013 |
| 266 | "Những giọt nước mắt ở Suối Co"          | 31 tháng 12 năm 2013 |
| 267 | "Chuyện trên đồi sim"                    | 7 tháng 1 năm 2014   |
| 268 | "Đoàn kết"                               | 14 tháng 1 năm 2014  |
| 269 | "Chuyện của 4 chàng trai"                | 21 tháng 1 năm 2014  |
| 270 | "Khi Muối Tôm hẹn hò"                    | 28 tháng 1 năm 2014  |
| 271 | "Nhích lại gần nhau"                     | 4 tháng 2 năm 2014   |
| 272 | "Bí mật của cô dâu"                      | 11 tháng 2 năm 2014  |
| 273 | "Chiếc khăn tình yêu"                    | 18 tháng 2 năm 2014  |
| 274 | "Những đổi thay"                         | 25 tháng 2 năm 2014  |
| 275 | "Những sắc màu của tình yêu"             | 4 tháng 3 năm 2014   |
| 276 | "Yêu và giận"                            | 11 tháng 3 năm 2014  |
| 277 | "Làm sao cắt nghĩa được tình yêu?"       | 18 tháng 3 năm 2014  |
| 278 | "Những đợt sóng tình ven bờ đảo Phú Quý" | 25 tháng 3 năm 2014  |
| 279 | "Du mục"                                 | 1 tháng 4 năm 2014   |
| 280 | "Lời chưa nói"                           | 8 tháng 4 năm 2014   |
| 281 | "Kẻ tội đồ"                              | 15 tháng 4 năm 2014  |
| 282 | "Khép lại"                               | 22 tháng 4 năm 2014  |
| 283 | "Gió lay mặt đầm"                        | 29 tháng 4 năm 2014  |
| 284 | "Cái bắt tay của 2 người đàn ông"        | 6 tháng 5 năm 2014   |
| 285 | "Ngỡ em yêu anh vì nhan sắc"             | 13 tháng 5 năm 2014  |
| 286 | "Những con sóng không nằm dưới biển"     | 20 tháng 5 năm 2014  |
| 287 | "Em hư lắm, anh yêu em"                  | 27 tháng 5 năm 2014  |
| 288 | "Cô gái có hình xăm"                     | 3 tháng 6 năm 2014   |
| 289 | "Bứt dây động rừng"                      | 10 tháng 6 năm 2014  |
| 290 | "Tình cảm và lý trí"                     | 17 tháng 6 năm 2014  |
| 291 | "Lối đi hay lối thoát"                   | 24 tháng 6 năm 2014  |
| 292 | "Hoa tím gửi lại"                        | 1 tháng 7 năm 2014   |
| 293 | "Pleiku, mùa hoa dã quỳ"                 | 8 tháng 7 năm 2014   |
| 294 | "Đang chán, ai tán yêu luôn"             | 15 tháng 7 năm 2014  |
| 295 | "Mưa trái mùa"                           | 22 tháng 7 năm 2014  |
| 296 | "Phân đoạn tình tay ba"                  | 29 tháng 7 năm 2014  |
| 297 | "Ngỡ ngàng"                              | 5 tháng 8 năm 2014   |
| 298 | "Kon Sơ Lak ngày không anh"              | 12 tháng 8 năm 2014  |
| 299 | "Thánh thiện và lãng mạn"                | 19 tháng 8 năm 2014  |
| 300 | "Em, anh hay cả ba chúng ta"             | 26 tháng 8 năm 2014  |
| 301 | "Nơi cơn gió đi qua"                     | 2 tháng 9 năm 2014   |
| 302 | "Ánh sáng bí ẩn"                         | 9 tháng 9 năm 2014   |
| 303 | "Tình yêu nơi thung lũng mây"            | 16 tháng 9 năm 2014  |
| 304 | "60 năm cuộc đời"                        | 23 tháng 9 năm 2014  |
| 305 | "Xôi Bắp, Đá và Cầu Vồng"                | 30 tháng 9 năm 2014  |
| 306 | "Gió qua vùng cỏ rối"                    | 7 tháng 10 năm 2014  |
| 307 | "Khuổi Luông, ký ức không thể quên"      | 14 tháng 10 năm 2014 |
| 308 | "Phúc Sen, những cơn gió chớm đông"      | 21 tháng 10 năm 2014 |
| 309 | "Hoa trắng đong đưa miền sơn cước"       | 28 tháng 10 năm 2014 |
| 310 | "Dòng nước xoáy"                         | 4 tháng 11 năm 2014  |
| 311 | "Cảm xúc ban đầu"                        | 11 tháng 11 năm 2014 |
| 312 | "Ngã ba dốc núi"                         | 18 tháng 11 năm 2014 |
| 313 | "Lỡ một bước chân"                       | 25 tháng 11 năm 2014 |
| 314 | "Một ngày mưa"                           | 2 tháng 12 năm 2014  |
| 315 | "Ấm áp và lạnh lùng"                     | 9 tháng 12 năm 2014  |
| 316 | "Chỉ có thể là yêu"                      | 16 tháng 12 năm 2014 |
| 317 | "Nỗi buồn qua đi lúc nào"                | 23 tháng 12 năm 2014 |
| 318 | "Tâm trạng khi yêu"                      | 30 tháng 12 năm 2014 |
| 319 | "Tơ hồng liệu có thành đôi"              | 6 tháng 1 năm 2015   |
| 320 | "Chuyện bên bờ sông Lô"                  | 13 tháng 1 năm 2015  |
| 321 | "Ngọn đuốc tình yêu"                     | 20 tháng 1 năm 2015  |
| 322 | "Điều bất ngờ cuối cùng"                 | 27 tháng 1 năm 2015  |
| 323 | "Tình yêu và khoảng cách"                | 3 tháng 2 năm 2015   |
| 324 | "Khuất trong sương mờ"                   | 10 tháng 2 năm 2015  |
| 325 | "Sương còn chưa tan"                     | 17 tháng 2 năm 2015  |
| 326 | "Khi sương tan"                          | 24 tháng 2 năm 2015  |

### Mùa 7
| TT. | Tiêu đề                                                    | Ngày phát hành gốc   |
| --- | ---------------------------------------------------------- | -------------------- |
| 327 | "Ngày khởi hành"                                           | 3 tháng 3 năm 2015   |
| 328 | "Anh chỉ muốn em cười thôi"                                | 10 tháng 3 năm 2015  |
| 329 | "Nơi kỷ niệm hóa mây bay"                                  | 17 tháng 3 năm 2015  |
| 330 | "Tìm kiếm và hoang mang"                                   | 24 tháng 3 năm 2015  |
| 331 | "Em chọn lối này"                                          | 31 tháng 3 năm 2015  |
| 332 | "Cảm xúc hay lí trí"                                       | 7 tháng 4 năm 2015   |
| 333 | "Vì đó là em"                                              | 14 tháng 4 năm 2015  |
| 334 | "Ngày mai nắng lên em có về"                               | 21 tháng 4 năm 2015  |
| 335 | "Xu Xu đừng khóc"                                          | 28 tháng 4 năm 2015  |
| 336 | "Nợ anh một giấc mơ"                                       | 5 tháng 5 năm 2015   |
| 337 | "Kẻ cắp trái tim"                                          | 12 tháng 5 năm 2015  |
| 338 | "Một ngày đầy nắng"                                        | 19 tháng 5 năm 2015  |
| 339 | "Ai là nhóm trưởng?"                                       | 26 tháng 5 năm 2015  |
| 340 | "Hơi ấm trong sương"                                       | 2 tháng 6 năm 2015   |
| 341 | "Ngày của những hẹn hò"                                    | 9 tháng 6 năm 2015   |
| 342 | "Qua miền cổ tích"                                         | 16 tháng 6 năm 2015  |
| 343 | "Yêu thêm lần nữa"                                         | 23 tháng 6 năm 2015  |
| 344 | "Hương thảo quả"                                           | 30 tháng 6 năm 2015  |
| 345 | "Nụ cười Y Tý"                                             | 7 tháng 7 năm 2015   |
| 346 | "Ta tìm thấy em trong sương mù"                            | 14 tháng 7 năm 2015  |
| 347 | "Phố cổ mưa và nước mắt"                                   | 21 tháng 7 năm 2015  |
| 348 | "Đường hạnh phúc"                                          | 28 tháng 7 năm 2015  |
| 349 | "Đừng dịu dàng với em như thế"                             | 4 tháng 8 năm 2015   |
| 350 | "Thung lũng nhớ"                                           | 11 tháng 8 năm 2015  |
| 351 | "Đồng hồ dừng lại lúc 8 giờ"                               | 18 tháng 8 năm 2015  |
| 352 | "Hoa hồng trên đá xám"                                     | 25 tháng 8 năm 2015  |
| 353 | "Tơ hồng bên bờ rào đá"                                    | 1 tháng 9 năm 2015   |
| 354 | "Hạnh phúc cuối?"                                          | 8 tháng 9 năm 2015   |
| 355 | "Hai trái tim đau"                                         | 15 tháng 9 năm 2015  |
| 356 | "Xôn xao Hạ Thành"                                         | 22 tháng 9 năm 2015  |
| 357 | "Người anh cả!"                                            | 29 tháng 9 năm 2015  |
| 358 | "Nấm dẫn sương mờ"                                         | 6 tháng 10 năm 2015  |
| 359 | "Cho anh thêm một lần cuối"                                | 13 tháng 10 năm 2015 |
| 360 | "Đi qua miền đắm say"                                      | 20 tháng 10 năm 2015 |
| 361 | "Lặng lẽ qua miền đắm say"                                 | 27 tháng 10 năm 2015 |
| 362 | "Em là để yêu thương"                                      | 3 tháng 11 năm 2015  |
| 363 | "Trên những nẻo đường Điện Biên"                           | 10 tháng 11 năm 2015 |
| 364 | "Những sắc màu Pa Thơm"                                    | 17 tháng 11 năm 2015 |
| 365 | "Mường Lay, Khơi mở dấu yêu"                               | 24 tháng 11 năm 2015 |
| 366 | "Ngược lối yêu"                                            | 1 tháng 12 năm 2015  |
| 367 | "Chờ một ngày... đá có đơm bông"                           | 8 tháng 12 năm 2015  |
| 368 | "Ai noong ca (Em yêu anh)"                                 | 15 tháng 12 năm 2015 |
| 369 | "Ai cũng có một chuyện tình để nhớ"                        | 22 tháng 12 năm 2015 |
| 370 | "Lỡ đôi nhịp cầu"                                          | 29 tháng 12 năm 2015 |
| 371 | "Những sắc màu Kinh Bắc"                                   | 5 tháng 1 năm 2016   |
| 372 | "Khi nỗi nhớ dâng trào như nước mắt"                       | 12 tháng 1 năm 2016  |
| 373 | "Em là thiên thần của anh"                                 | 19 tháng 1 năm 2016  |
| 374 | "Mây trôi, gió nổi tùy duyên"                              | 26 tháng 1 năm 2016  |
| 375 | "Chút tình để nhớ"                                         | 2 tháng 2 năm 2016   |
| 376 | "Có phải nụ cười đổi bằng nước mắt"                        | 9 tháng 2 năm 2016   |
| 377 | "Số đặc biệt - Nhìn lại hành trình kết nối những trái tim" | 16 tháng 2 năm 2016  |

### Mùa 8
| TT. | Tiêu đề                           | Ngày phát hành gốc   |
| --- | --------------------------------- | -------------------- |
| 378 | "Gặp nhau ở xứ ngàn hoa"          | 23 tháng 2 năm 2016  |
| 379 | "Lữ quán tím"                     | 1 tháng 3 năm 2016   |
| 380 | "Mê cung tình"                    | 8 tháng 3 năm 2016   |
| 381 | "Sao em sợ nhìn vào mắt anh?"     | 15 tháng 3 năm 2016  |
| 382 | "Bí mật của Dã Quỳ"               | 22 tháng 3 năm 2016  |
| 383 | "Em là mặt trời của anh"          | 29 tháng 3 năm 2016  |
| 384 | "Thương nhớ Đạ Long"              | 5 tháng 4 năm 2016   |
| 385 | "Lỗi của trái tim"                | 12 tháng 4 năm 2016  |
| 386 | "Cầu vồng kép"                    | 19 tháng 4 năm 2016  |
| 387 | "Hoa oải hương trên tay anh"      | 26 tháng 4 năm 2016  |
| 388 | "Tâm sự với những người ế"        | 6 tháng 9 năm 2016   |
| 389 | "Những cảm xúc đầu tiên"          | 13 tháng 9 năm 2016  |
| 390 | "Sự cố bất ngờ"                   | 20 tháng 9 năm 2016  |
| 391 | "Những mối quan hệ rắc rối"       | 27 tháng 9 năm 2016  |
| 392 | "Phút nói thật"                   | 4 tháng 10 năm 2016  |
| 393 | "Rạn nứt"                         | 11 tháng 10 năm 2016 |
| 394 | "Hẹn hò"                          | 18 tháng 10 năm 2016 |
| 395 | "Sống để yêu thương"              | 25 tháng 10 năm 2016 |
| 396 | "Yêu là không chờ đợi"            | 1 tháng 11 năm 2016  |
| 397 | "Sống thật với con tim"           | 8 tháng 11 năm 2016  |
| 398 | "Một khởi đầu mới"                | 15 tháng 11 năm 2016 |
| 399 | "Chuyện tình của Na Tây và Cá Rô" | 22 tháng 11 năm 2016 |
| 400 | "Thật hay không thật?"            | 29 tháng 11 năm 2016 |
| 401 | "Những con thuyền chơi vơi"       | 6 tháng 12 năm 2016  |
| 402 | "Đứng giữa đôi dòng"              | 13 tháng 12 năm 2016 |
| 403 | "Những lời không nên nói"         | 20 tháng 12 năm 2016 |
| 404 | "Những lời vụng dại"              | 27 tháng 12 năm 2016 |
| 405 | "Đêm trên đảo"                    | 3 tháng 1 năm 2017   |
| 406 | "Thử thách giữa trùng khơi"       | 10 tháng 1 năm 2017  |
| 407 | "Ngày cuối cùng"                  | 17 tháng 1 năm 2017  |

## Thông tin bên lề
- Trong tập 42, Mèo Ngố sau khi từ chối lời tỏ tình của Pin, đã chủ động xin rút lui khỏi hành trình, đồng thời bày tỏ rằng cô cảm thấy mình không còn đủ nghị lực tham gia Love Bus, cũng như công việc không cho phép cô tham gia hành trình lâu. Mèo Ngố là thành viên duy nhất xin rút lui khỏi Love Bus sau khi từ chối lời tỏ tình của người khác. Tuy nhiên sau khi chia tay 4 thành viên còn lại, Mèo Ngố & Pin cùng ngồi trên chuyến xe ra sân bay, Mèo Ngố tâm sự với Pin rằng tình cảm chưa đủ để thành tình yêu, 2 người đã bắt tay đồng ý làm bạn.
- Trong tập 72, Bé Đậu mặc dù nhận lời tỏ tình của Nhẫn nhưng người cô yêu lại là Sún. Giải thích quyết định của mình, cô cho biết do bị bố mẹ hối về nên cô đành chịu lời tỏ tình của Nhẫn để có lý do về chính đáng. Chính điều này vô tình gây nên đau khổ cho cả Nhẫn và Sún.
- Bé Đậu là thành viên nữ bị phản ánh nhiều nhất trong Love Bus. Lý do chính là bởi cô không xác định rõ được tình cảm của mình khi khiến cả Nhẫn và Sún đau lòng. Hơn nữa, việc Bé Đậu phản bội Nhẫn để quen Sún cũng bị nhiều khán giả chỉ trích là đã phụ tình của Nhẫn. Hành động rời hành trình cùng Nhẫn của Đậu được lý giải rằng cô muốn bù đắp lại những điều khiến Nhẫn buồn lòng; nhưng điều đó vô tình làm Sún sốc và Nhẫn càng bị tổn thương nhiều hơn.
- Trong tập 85, do tình trạng sức khỏe không tốt nên Hoàng Yến phải rời hành trình, trở thành thành viên đầu tiên rời khỏi chương trình vì lý do sức khỏe.
- Trong tập 87, vì một chút sơ sẩy mà Ben phải nhập viện, dù rất muốn tiếp tục hành trình nhưng tình trạng sức khỏe không cho phép nên Ben đã xin rời hành trình. Trước khi đi Ben đã đến xin vé rời hành trình cho hai người với hy vọng Nhím sẽ đi cùng mình, nhưng Nhím đã từ chối.
- Sau Bé Đậu, Cá Trê là thành viên bị phản ánh nhiều nhất trong Love Bus. Lý do chính là bởi Cá Trê không thích Ốc Nhồi hay Nhím mà hẹn gặp & bày tỏ tình cảm với cả hai đan xen nhau. Cá Trê bị phản đối chủ yếu do đề cao tính trải nghiệm và đong đếm tình cảm.
- Mộc là thành viên nam có tính thẳng thắn, chân thật, chỉ theo đuổi duy nhất Nhím suốt hành trình. Tập 94, Mộc tỏ tình trong trạng thái tuyệt vọng và biết chắc Nhím không bao giờ về với mình. Khi Nhím xin quay xe lại trả lời lần 2, Mộc đã sung sướng đến ngỡ ngàng.
- Tập 125, Bột tỏ tình với Mưa, Mưa từ chối vì lý do khoảng cách địa lý nhưng cuối cùng Mưa xin xe hồng quay trở lại để ra về với Bột.
- Trong năm thứ 3, có hai thành viên xin rời hành trình vì lý do sức khỏe là Si (tập 126) và Bé Son (tập 140).
- Trong tập 152, Chim Chích là thành viên đầu tiên phải rời hành trình vì vi phạm luật của  chương trình (Chim Chích có cảm tình với một thành viên trong ê-kíp sản xuất).
- Trong tập 175, hơn một nủa ê-kíp chương trình bị ong vò vẽ chích tại điểm tạm cư của 7 thành viên. Gạo là thành viên chính duy nhất bị chích, cũng là người bị nặng nhất; điều này đã có thể buộc cô trở thành thành viên đầu tiên của năm thứ tư phải rời hành trình vì lý do sức khỏe. Nhưng do được đưa đi cấp cứu kịp thời nên sáng hôm sau, những người này đều đã xuất viện.
- Trong tập 198, sau hai lần từ chối lời tỏ tình của Chuông Gió (tập 189) và Nghé (tập 196), Sóc xin rời hành trình nhưng trong bức thư để lại thì cô đã tiết lộ là đang có cảm tình với Rùa.
- Trong tập 200, tập đã gây ra sự bất ngờ lớn trong năm thứ 4, Chanh đã tỏ tình với Mun và kết thúc với câu "Không về là chết đấy nha!" trong khi các thành viên khác trong các cuộc tỏ tình trước lại không dám nói câu đó. Hôm sau, Mun nói đùa là Chanh phải về một mình nhưng thực tế họ đã ra về với nhau.
- Tập 327 có sự tham gia của chàng trai người Mỹ Jeremy với biệt danh Gấu Cười. Đây là thành viên người nước ngoài đầu tiên trên hành trình.